# Ken Thorne
Ken Thorne (Dereham, 26 januari 1924 – Los Angeles, 9 juli 2014) was een Britse componist van televisie- en filmmuziek. Hij schreef muziek voor films zoals Help!, Inspector Clouseau en The Magic Christian. Voor A Funny Thing Happened on the Way to the Forum won hij de Oscar voor beste filmmuziek (bewerkt).

## Biografie
Thorne begon hij zijn muzikale carrière als pianist in bigbands in de jaren 40 voordat hij zich verder ging specialiseren in compositie en orgelstudies. Vanaf 1948 begon hij filmmuziek te componeren. Hij werd ook ingehuurd voor Richard Lesters films Superman II en Superman III, met de opdracht om de door John Williams gecomponeerde thema's uit de eerste film te hergebruiken en te bewerken voor de sequels, waarbij hij ook origineel werk toevoegde. Ook produceerde hij muziek voor televisieseries zoals The Persuaders!.
Thorne overleed op 9 juli 2014 in een ziekenhuis in West Hills, Los Angeles op 90-jarige leeftijd.

## Filmografie
| Jaar | Titel                                          | Opmerkingen                                        |
| ---- | ---------------------------------------------- | -------------------------------------------------- |
| 1948 | The Clouded Crystal                            |                                                    |
| 1949 | Vengeance Is Mine                              |                                                    |
| 1961 | Three on a Spree                               |                                                    |
| 1964 | She Knows Y' Know                              |                                                    |
| 1964 | Dead Man's Evidence                            |                                                    |
| 1964 | Out of the Fog                                 |                                                    |
| 1963 | Master Spy                                     |                                                    |
| 1965 | Help!                                          | met Paul McCartney                                 |
| 1966 | A Funny Thing Happened on the Way to the Forum | Stephen Sondheim (liedjes), Ken Thorne (bewerking) |
| 1967 | How I Won the War                              |                                                    |
| 1968 | Inspector Clouseau                             |                                                    |
| 1968 | The Touchables                                 |                                                    |
| 1969 | Sinful Davey                                   |                                                    |
| 1969 | The Bed Sitting Room                           |                                                    |
| 1969 | The Magic Christian                            |                                                    |
| 1971 | Welcome to the Club                            |                                                    |
| 1971 | Hannie Caulder                                 |                                                    |
| 1973 | A Talent for Loving                            |                                                    |
| 1974 | Juggernaut                                     |                                                    |
| 1974 | London Conspiracy                              |                                                    |
| 1976 | Assault on Agathon                             |                                                    |
| 1976 | The Ritz                                       |                                                    |
| 1978 | Power Play                                     |                                                    |
| 1979 | Death Becomes Me                               |                                                    |
| 1979 | Arabian Adventure                              |                                                    |
| 1979 | The Outsider                                   |                                                    |
| 1979 | Wolf Lake                                      |                                                    |
| 1980 | The Masqueraders                               |                                                    |
| 1980 | Superman II                                    |                                                    |
| 1982 | The House Where Evil Dwells                    |                                                    |
| 1983 | Superman III                                   |                                                    |
| 1984 | Lassiter                                       |                                                    |
| 1984 | The Evil That Men Do                           |                                                    |
| 1984 | Finders Keepers                                |                                                    |
| 1985 | The Protector                                  |                                                    |
| 1987 | The Trouble with Spies                         |                                                    |
| 1993 | Sunset Grill                                   |                                                    |

## Overige producties

### Televisiefilms
| Jaar | Titel                                             | Opmerkingen |
| ---- | ------------------------------------------------- | ----------- |
| 1982 | The Hunchback of Notre Dame                       |             |
| 1983 | White Water Rebels                                |             |
| 1985 | My Wicked, Wicked Ways: The Legend of Errol Flynn |             |
| 1985 | Lost in London                                    |             |
| 1986 | Power's Play                                      |             |
| 1987 | The Return of Sherlock Holmes                     |             |
| 1987 | If It's Tuesday, It Still Must Be Belgium         |             |
| 1990 | Personals                                         |             |
| 1991 | Bejewelled                                        |             |
| 1993 | Diana: Her True Story                             |             |
| 1993 | Spies                                             |             |
| 1993 | Lethal Exposure                                   |             |
| 1993 | Age of Treason                                    |             |
| 1995 | A Season of Hope                                  |             |
| 1995 | Liz: The Elizabeth Taylor Story                   |             |
| 1996 | Escape Clause                                     |             |
| 1997 | Apocalypse Watch                                  |             |
| 1999 | Mary, Mother of Jesus                             |             |
| 2002 | Santa, Jr.                                        |             |
| 2003 | Love Comes Softly                                 |             |
| 2007 | arco Polo                                         |             |

### Televisieseries
| Jaar | Titel                   | Opmerkingen |
| ---- | ----------------------- | ----------- |
| 1964 | R3                      | 1964-1965   |
| 1971 | The Persuaders!         | 1971-1972   |
| 1974 | The Zoo Gang            |             |
| 1989 | Great Expectations      |             |
| 1993 | Return to Lonesome Dove |             |
| 2000 | In the Beginning        |             |

## Prijzen en nominaties

### Academy Awards (Oscars)
| Jaar | Titel                                          | Categorie                  | Uitslag  |
| ---- | ---------------------------------------------- | -------------------------- | -------- |
| 1967 | A Funny Thing Happened on the Way to the Forum | Beste filmmuziek (bewerkt) | Gewonnen |

### Emmy Awards
| Jaar | Titel            | Categorie                                      | Uitslag     |
| ---- | ---------------- | ---------------------------------------------- | ----------- |
| 1995 | A Season of Hope | Beste individuele prestatie in muziek en tekst | Genomineerd |

### Grammy Awards
| Jaar | Titel | Categorie                                                             | Uitslag     |
| ---- | ----- | --------------------------------------------------------------------- | ----------- |
| 1966 | Help! | Beste originele muziek geschreven voor een film of televisieprogramma | Genomineerd |